# تمدن دولت
تمدن دولت (انگلیسی: Civilization state) یا دولت تمدنی (انگلیسی: Civilizational state) عبارتی است که برای توصیف کشوری به کار می‌رود که تنها به یک اقلیم تاریخی، گروه قومی-زبانی یا بدنهٔ حکمرانی محدود نمی‌شود، بلکه یک حوزهٔ تمدنی مشخص را نمایندگی می‌کند. وجه تمایز آن با مفهوم دولت - ملت در این است که آحاد جامعه سیاسی را با مفهومی بزرگتر از یک ملت توصیف می‌کند. در توصیف این گونه کشورها، بر تداوم تاریخی یک فرهنگ واحد در محدودهٔ جغرافیایی وسیع تأکید می‌شود.
این واژه ابتدا در دههٔ ۱۹۹۰ میلادی برای توصیف چین، بعدتر هند استفاده شد، امّا کم‌کم برای کشورهایی مثل مصر، روسیه، ترکیه، ایران، و ایالات متحده آمریکا، هم به کار گرفته شد.

## نقد
گیدن رچمن، خبرنگار بریتانیایی در سال ۲۰۱۹ با این عبارت مخالفت کرد و آن را مخالف با مفاهیم تمدن مدرن، مانند حقوق بشر جهان شمول و معیارهای مشترک دموکراسی است و به ذات گروه‌های اقلیتی را که ویژگی (های) دولت تمدن را ندارند در بر نمی‌گیرد. او مذهب یا دین متفاوت را به عنوان مثال بیان می‌کند.